# Накаидзе, Григорий Акакиевич
Григорий Акакиевич Накаидзе (1914 год, село Натанеби, Озургетский уезд, Кутаисская губерния, Российская империя — неизвестно, село Натанеби, Махарадзевский район, Грузинская ССР) — грузинский государственный и хозяйственный деятель, агроном колхоза имени Берия Натанебского сельсовета Махарадзевского района, Грузинская ССР. Герой Социалистического Труда (1949). Депутат Верховного Совета Грузинской ССР 3-го созыва.

## Биография
Родился в 1914 году в крестьянской семье в селе Натанеби Озургетского уезда (сегодня — Озургетский муниципалитет). С 1932 года обучался в сельскохозяйственном институте, который окончил в 1937 году. Трудился в сельском хозяйстве в родном селе. С 1942 года — агроном колхоза имени Берия Махарадзевского района (с 1953 года — колхоз имени Ленина Махарадзевского района). Председателем этого колхоза с 1935 года был Василий Джабуа. В 1941 году вступил в ВКП(б).
Применял передовые агротехнические методы, благодаря которым колхоз имени Берия занимал передовые места в Мхарадзевском районе по производству сельскохозяйственных продуктов. Колхоз в довоенные годы неоднократно участвовал во Всесоюзных и республиканских сельскохозяйственных выставках. В годы Великой Отечественной войны колхоз успешно справлялся с плановыми заданиями по производству продуктов и поставки её для нужд фронта. В послевоенные годы во время Четвёртой пятилетки (1946—1950) труженики колхоза за короткое время достигли довоенного уровня урожайности кукурузы и сбора чайного листа.
В 1947 году колхоз получил в среднем с каждого гектара по 70,57 центнеров кукурузы с площади в 51 гектар. Некоторые передовые чаеводы колхоза сдали колхозу 15700 килограмм сортового чайного зелёного листа с площади 4 гектара. За эти выдающиеся трудовые результаты был награждён Орденом Ленина, а председатель колхоза Василий Джабуа и трое колхозников в феврале 1948 года были награждены почётным званием Героя Социалистического Труда.
В 1948 году труженики колхоза благодаря агрономической деятельности Григория Накаидзе получили в среднем по 5202 килограмм сортового зелёного чайного листа на чайной плантации площадью 34 гектара. Указом Президиума Верховного Совета СССР от 29 августа 1949 года удостоен звания Героя Социалистического Труда за «получение высоких урожаев сортового зелёного чайного листа и цитрусовых плодов в 1948 году» с вручением ордена Ленина и золотой медали «Серп и Молот» (№ 4550).
Этим же Указом званием Героя Социалистического Труда были также награждены труженики колхоза имени Берия звеньевые Анна Матвеевна Бабилодзе, Анна Васильевна Гелеква, Зинаида Мелитоновна Джабуа, колхозницы Нина Зинобиевна Миминошвили, Ольга Барнабовна Тоидзе, Людмила Иосифовна Хурцидзе.
В 1950 году избран председателем колхоза в селе Гурианта Махарадзевского района. В первый же год после его назначения колхоз сдал государству 153701 килограмм сортового зелёного чайного листа, выполнив план на 136,3 %.
Избирался депутатом Верховного Совета Грузинской ССР 3-го созыва (1951—1955).
Проживал в родном селе Натанеби Махарадзевского района. Дата его смерти не установлена.
Награды
- Герой Социалистического Труда
- Орден Ленина — дважды (21.02.1948; 1949).